# Sciopero a rovescio
Lo sciopero a rovescio o sciopero alla riversa fu una delle forme di lotta operaia e contadina sviluppatesi nel secondo dopoguerra italiano (in particolare dal 1947 al 1952). 

## Storia
Mentre nelle forme tradizionali di sciopero i lavoratori si astengono dal lavoro, perdendo in tal modo la relativa retribuzione, nello sciopero a rovescio i lavoratori prestano il proprio lavoro gratuitamente per realizzare opere di pubblica utilità, oppure occupando terre incolte o mal coltivate per metterle a coltura, senza previ accordi con i proprietari, violandone i diritti di proprietà. 
Uno degli esempi più conosciuti di sciopero a rovescio è rappresentato dalle Lotte del Cormor, avvenute nel maggio del 1950 nella Bassa Friulana. In Abruzzo nel marzo 1950 si ebbero scioperi a rovescio in numerose località come Vasto, Loreto Aprutino, San Salvo, Torino di Sangro e Torre de' Passeri, che rivendicavano l'applicazione del Lodo De Gasperi.
A volte gli scioperi a rovescio ebbero esiti assai drammatici, come l'eccidio di Celano nell'aprile del 1950 o i fatti di Lentella, nel marzo dello stesso anno, dove i manifestanti radunatisi davanti al Municipio vennero dispersi a colpi di arma da fuoco dai Carabinieri e dalla Polizia, facendo due morti e numerosi feriti. Tali forme di protesta si estesero poi "anche a Veneto, Emilia-Romagna, Sardegna, al Delta padano e alle provincie di Pistoia e Verona".
Particolarmente rilevanti furono anche gli scioperi a rovescio che si ebbero nel Lazio. Nel 1951 si erano avuti scioperi a rovescio in provincia di Frosinone ad Amaseno e a S.Elia Fiumerapido. Parallelamente in alcune località dei Monti Lepini, quali Roccagorga, Priverno, Sezze, Sonnino e Bassiano, si verificarono analoghi scioperi, che miravano al recupero della rete viaria distrutta dal passaggio della guerra. Come documenta Cantarano, "i disoccupati intrapresero la costruzione di opere considerate di pubblica utilità, volontariamente, senza rivendicare alcuna retribuzione". Nel marzo 1951, i disoccupati di Roccagorga cominciarono la ricostruzione della "Strada delle Paludi", oggi denominata "Strada della Pace". Seguirono analoghi scioperi a rovescio in numerose località dei Monti Lepini, che videro l'intervento della forza pubblica per ostacolare lo svolgimento dei lavori. Durante tali scioperi, guidati da Aldo Natoli, allora segretario della Federazione del PCI di Roma e del Lazio, vennero arrestati alcuni esponenti politici locali che avevano animato gli scioperi a rovescio; a Sonnino vennero arrestati Mario Berti, che sarebbe poi diventato segretario della Federazione Comunista di Latina, e Aldo D'Alessio, mentre Laura Teresa Masella venne arrestata a Cori.
Queste forme di lotta, che ebbero ampia diffusione anche in altre zone italiane, vennero filmate nel Lazio dagli allora giovanissimi militanti del PCI, poi divenuti importati registi del cinema neorealista italiano, Giuseppe De Santis e Gillo Pontecorvo. I filmati di De Santis e Pontecorvo, a lungo ritenuti smarriti, erano invece depositati, con errata attribuzione, presso gli Archivi AAMOD (Archivio Audiovisivo del Movimento Operaio e Contadino). Oggi questi filmati sono stati attribuiti correttamente agli eventi di Sonnino, grazie all'opera dello sceneggiatore Diego Altobelli.
Con il miglioramento delle condizioni economiche italiane e con l'attribuzione delle terre incolte e mal coltivate a contadini e braccianti, secondo quanto previsto dalla riforma agraria, varata in Italia con la legge stralcio 841 del 21 ottobre del 1950, tali forme di sciopero si fecero più sporadiche. Uno degli epigoni degli scioperi a rovescio fu Danilo Dolci, che venne arrestato nel 1956 per occupazione di suolo pubblico e resistenza a pubblico ufficiale, mentre guidava un gruppo di braccianti alla ricostruzione di una strada abbandonata nei dintorni di Partinico.
Lo sciopero a rovescio, nato in ambiente rurale, si diffuse anche nelle città, specie fra gli operai disoccupati delle borgate romane, come a Primavalle, Acilia e Pietralata. In ambito urbano, i protagonisti degli scioperi a rovescio si sostituirono agli enti pubblici inadempienti nella realizzazione o riparazione di strade, fognature, impianti idrici e scuole.